# Dead or Alive 2
Dead or Alive 2 (デ ッ ド オ ア ア ラ イ ブ 2, Deddo Oa Araibu 2) é um jogo de luta da série Dead or Alive. Ele estreou em arcades em 1999 e mais tarde foi portado para o Dreamcast e PlayStation 2 em 2000. Ele também teve várias edições melhoradas e foi refeito para o Xbox como parte de Dead or Alive Ultimate. Existe duas versões de PlayStation 2, Dead or Alive 2 lançado apenas no Japão e no mesmo dia do lançamento do console, e uma versão atualizada, intitulada Dead or Alive 2 Hardcore.

## Jogabilidade
A jogabilidade de DOA2, e todos os jogos Dead or Alive subseqüentes, empresta muito da série Virtua Fighter, mas faz algumas alterações-chave que muda drasticamente a maneira como Dead or Alive é jogado em comparação com Virtua Fighter.
Em DOA2, a base de todo o sistema de combate é a relação circular entre três tipos de movimentos: detém, mantas, e blows.The outra característica definidora da DOA2, além de segura / lança / golpes, é o seu sistema de choque. Em DOA2 muitos ataques em cima de bater irá infligir um atordoamento no oponente. Embora atordoado, o adversário não pode atacar, e não pode proteger, mas eles podem segurar. Se o atacante consegue um ataque não-knockdown, não lançando enquanto o oponente está atordoado, o adversário será re-surpreendeu de uma maneira nova, dependendo do que o ataque foi desembarcado. A principal diferença entre DOA2 e outros lutadores é na segurança e não punibilidade de ataques, tanto em cima de bater e depois de ser bloqueado. A maioria dos golpes em DOA2 pode ser punido no hit e bloco por mais rápido de cada personagem joga, fazendo ofensa à base de golpe muito arriscado. Além das regras normais de malabarismo, cada personagem também se encaixa em uma categoria de peso específico, o que afeta a forma como o personagem responde ao ser lançado e está sendo malabarismos.
Em DOA2, às vezes as batalhas ocorrerão em água ou gelo; quando um personagem está em uma tal superfície, todos os não-knockdown, os ataques não-lançamento irá induzir um atordoamento em qualquer ataque bem sucedido. Paredes e cai no meio de estágios estão por toda parte em DOA2. Muitos estágios também são multi-camadas: para chegar a outras áreas do palco, um personagem deve ser batido fora de uma borda e cair para a próxima área; estas quedas lidar geralmente bastante elevados prejuízos, mas não pode bater o adversário fora.

## Personagens
- Ayane
- Bass Armstrong
- Bayman
- Gen Fu
- Jann Lee
- Kasumi
- Leifang
- Ryu Hayabusa
- Tina Armstrong
- Zack

### Chefes
- Ein
- Helena Douglas
- Leon
- Tengu

## Desenvolvimento e lançamento
Os gráficos e jogabilidade foram melhorados e baseado em um motor de jogo melhor, o que permitiu que os personagens e fases, para parecer menos angular e mais detalhado. Um recurso popular e comumente discutido, uma creditada a Tomonobu Itagaki, foi o nível de detalhe gráfico Tecmo colocar nos seios de animação de personagens femininas, como Tecmo foi tão longe como para criar um motor de física totalmente dedicada à animação das personagens femininas 'seios.
 Dead or Alive 2  usou a canção "Exciter" da banda Bomb Factory, na sua sequência de abertura. Também é usado como uma musica de fundo era "Deadly Silence Beach" e "Clumsy Bird". Ambas as faixas podem ser encontradas no auto-intitulado mini-álbum Bomb Factory e no  Dead or Alive 2 Soundtrack .
Itagaki e sua equipe foram apenas dois meses, inicialmente para produzir a primeira porta PS2. No final deste, um de seus gerentes pediu para pegar uma cópia para jogar, mas em vez disso enviado para uma fábrica de produção. Itagaki estava chateado por não ser capaz de terminar o jogo em seus próprios termos e caiu em uma depressão durante a qual ele considerou brevemente abandonar a indústria.
Dois CDs da trilha sonora foram divulgados em 2000 pelo Wake Up no Japão: Dead or Alive 2 Original Som Trax (KWCD-1001) e Dead or Alive 2 Original Som Trax e (KWCD-1004). Vários livros de guia japonês para o jogo foram publicadas por SoftBank (2 Guia de Dead or Alive Perfect, Dead or Alive 2 Perfeito Guia Dreamcast Ban, Dead or Alive 2 Guia Hard Core Perfect) e Dengeki (2 Guia de Dead or Alive Koshiki Kōryaku, Dead or Alive 2 Koshiki Kōryaku & Meninas, core 2 Koshiki Guia Kōryaku Dead or Alive rígido ).

### Dead or Alive 2: Hardcore
Itagaki e Team Ninja ainda estavam insatisfeitos com as versões de lançamento do DOA2, e continuou a reforçar tanto no Dreamcast e os mercados PS2 como eles trabalharam em direção a sua visão do jogo de luta final. Em 26 de outubro de 2000, Tecmo lançou uma última grande atualização intitulado Dead or Alive 2: incondicional para o PlayStation 2, que foi com base na atualização japonês e segundo de DOA2 para Dreamcast, com novos personagens jogáveis, novos níveis e trajes extras, e introduziu a opção "Gallery".
A libertação incondicional foi finalmente o jogo completo Itagaki tinha imaginado na época, com muitas alterações em relação ao seu antecessor:
- Foram alteradas personagens, imagens e movimentos para parecer mais realista, diminuindo a aparência anime.
- Algumas animações de combate foram elaborados com e alguns foram cortadas.
- Novas etapas foram adicionados (mais oito do que a atualização Dreamcast).
- Foram adicionados mais roupas de caracteres.
- Modo de sobrevivência agora só teve lugar na arena "Danger Zone".
- A velocidade geral do gameplay foi aumentada. O jogo inteiro, incluindo cenas cortadas, é executado em um total de 60 quadros por segundo (na versão Dreamcast, o jogo corre a 60 frames / segundo, enquanto as cenas cortadas correu a 30).
- A seção de recurso "Coleção Items" especiais e menu foi adicionado ao apelar para colecionadores de jogos de vídeo. Novas obras de arte foram adicionados em comparação com a primeira atualização.
- Uma seção CG Gallery, caracterizando presta das personagens femininas, foi adicionado.
- Os arquivos de histórico do jogador foram melhorados e agora incluído estatísticas sobre quantas vezes o jogador usou cada personagem e tag battle emparelhamento.
- Vários movimentos especiais foram adicionados, mas deixou em situação irregular.
- Voice-overs inglês foram adicionados em os EUA e europeu PlayStation 2 versões, além das sobreposições de voz original japonês.

Tecmo também acompanhou o lançamento do DOA2: hardcore nos EUA e na Europa com o lançamento do DOA2: Hard * Núcleo no Japão. Esta última versão vi algumas pequenas atualizações, incluindo novas cenas cortadas, alguns novos trajes, e uma nova opção de velocidade turbo. Como resultado, 11 versões diferentes de DOA2 foram liberados; os dois primeiros foram para o mercado de jogos eletrônicos e os outros eram versões caseiras. A versão Dreamcast foi atualizado duas vezes, primeiro para o mercado europeu com novas fases, trajes e cenas cortadas, e pela segunda vez para o mercado japonês com uma arte da capa de edição limitada com Kasumi e Ayane na capa juntamente com uma arte da capa padrão versão com Kasumi, Ayane e Lei-Fang na capa. (visto acima) Ironicamente o "Limited Edition" arte da capa se tornou tão procurada devido à falsa suposição de que ele tinha conteúdo extra, tornando o Dreamcast versão arte da capa padrão japonês menos comum encontrar. Esta versão Dreamcast atualizado apresentou dois novos personagens jogáveis, duas novas etapas, extensões palco de várias vias, novos costumes, novas cenas cortadas e a opção "Gallery" foi introduzido. Esta edição foi posteriormente atualizado com oito novos estágios, alguns novos trajes e galeria de lotes extras e lançado como edição hardcore na PlayStation 2. A nova versão estendida do sucesso de DOA2 na América do Norte e Europa Ocidental, e Dead or Alive tornou-se emblemática série da Tecmo .
Os primeiros PlayStation 2 versões para América do Norte, Europa e Japão foram as atualizações das edições Dreamcast, com algumas novas cenas cortadas, figurinos e estágios adicionados em cada localização. Comparando-se o primeiro e as versões última casa de DOA2, ou seja, a edição americana Dreamcast e da edição japonesa Hardcore, mostra muitas melhorias, incluindo uma jogabilidade melhorada e um número dobrado de estágios e fantasias. Mesmo com todas as mudanças, Itagaki ainda não estava feliz com Hardcore. Ele é citado como dizendo na DOA 3 impulsionador vídeo disco, "Eles queriam um título de lançamento em 3 meses. Eu precisava 4."

## Recepção
No lançamento, revista  Famitsu  marcou a versão PlayStation 2 do jogo a 34 de 40. Famitsu scored the Dreamcast version a 32 out of 40.
 Dead or Alive 2  trouxe mais lucro de US $ 2 milhões em vendas. Em 2010, UGO.com classificou-o como o nono jogo de luta de todos os tempos ", talvez o mais importante para a introdução famoso motor de física peito de Itagaki."